# TuusKiekko
TuusKiekko ist ein 1985 gegründeter finnischer Eishockeyklub aus Tuusula. Die Mannschaft spielt seit 2017 in der II-divisioona und trägt ihre Heimspiele in der Tuusulan jäähalli aus.

## Geschichte
Der Verein wurde 1985 als KJT TuusKi gegründet. Die Herrenmannschaft trat erstmals in der Saison 2005/06 überregional in Erscheinung, als sie den Aufstieg aus der viertklassigen II-divisioona in die drittklassige Suomi-sarja erreichte. In der Suomi-sarja spielt die Mannschaft seither durchgehend. Seit 2008 arbeitet der Verein eng mit dem Nachwuchsklub Tuusulan Juniorikiekko, seither verwenden die Mannschaften beider Vereine den gemeinsamen Namen TuusKiekko. Zudem besteht eine Kooperation mit dem Mestis-Teilnehmer Kiekko-Vantaa.
2017 stieg der Club in die II-divisioona ab.